# Efeito especial

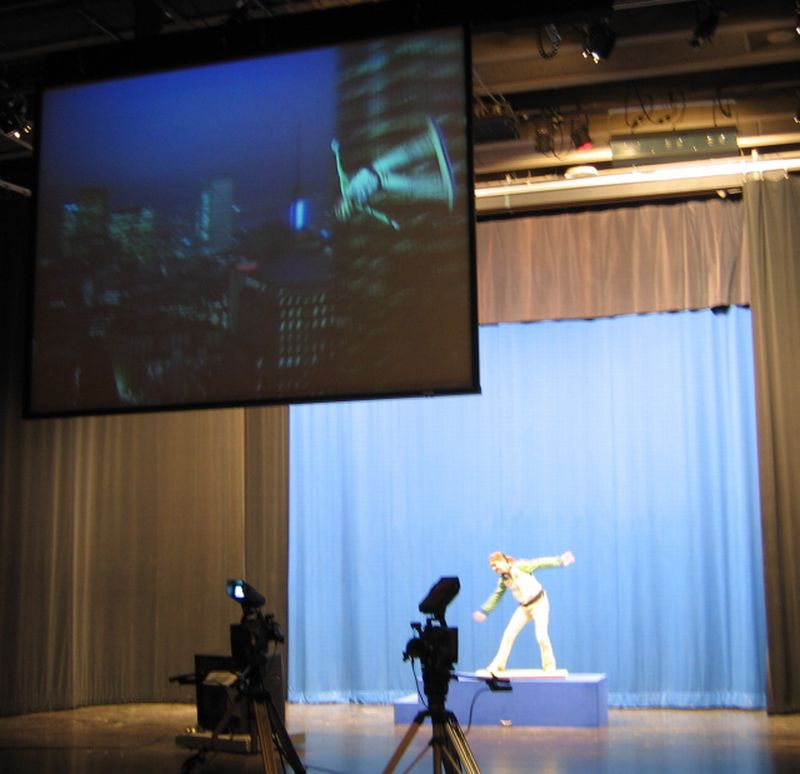
Demonstração da tela azul no Museu da Ciência, em Boston.

Efeito especial é qualquer uma de várias técnicas utilizadas na indústria de entretenimento, cinema e televisão para realizar cenas que não podem ser obtidas por meios normais ou por ação ao vivo.
Estas técnicas também são utilizadas quando a criação de efeitos por meios tradicionais sairia proibitivamente dispendiosa; por exemplo, seria extremamente caro construir um castelo do século XVI ou afundar um transatlântico do século XX, mas isto pode ser simulado com efeitos visuais. Com o advento da computação gráfica, são utilizados também para realçar elementos previamente filmados, acrescentando, removendo ou destacando objetos em uma cena.
Existem muitas técnicas diferentes de efeitos especiais, indo dos tradicionais efeitos teatrais (como os dos "Espetáculos da Restauração" ingleses de fins do século XVII), através das técnicas cinematográficas clássicas inventadas no início do século XX, tais como fotografia aérea e impressão óptica, até a moderna computação gráfica. Freqüentemente, diferentes técnicas são utilizadas em conjunto numa única cena ou tomada para atingir o efeito desejado.

## Categorias
Os efeitos especiais são divididos em duas categorias:
- Efeitos visuais ou ópticos - Estes se baseiam na manipulação de uma imagem fotografada. Efeitos ópticos podem ser produzidos ou de forma fotográfica (isto é, através de impressão óptica) ou visual (isto é, computação gráfica). Um bom exemplo de um efeito óptico poderia ser uma cena de Star Trek mostrando a USS Enterprise voando através do espaço.
- Efeitos físicos ou mecânicos - Estes são obtidos durante filmagens ao vivo. Eles incluem adereços, cenários e pirotecnia. Os exemplos incluem o assento ejetor do Aston Martin de James Bond, o R2-D2 nos filmes da saga Star Wars, os efeitos de gravidade zero no filme 2001: A Space Odyssey.

Os efeitos especiais também podem ser categorizados em três tipos, sendo eles: efeitos sonoros, que são produzidos digitalmente ou com auxílio de dublagem, legendagem e mixagem sonora; efeitos visuais, produzidos digitalmente com o mais recente auxílio da pós-produção; e os efeitos físicos, que podem ser referenciados como sendo práticas ao vivo com auxílio de cenários, figurinos, caracterização, objetos de cena, etc..

### Em português
- «MSFX - A Mágica dos Efeitos Especiais». – Aborda várias técnicas de elaboração de efeitos especiais.